# Portunion moniezii
Portunion moniezii là một loài chân đều trong họ Entoniscidae. Loài này được Giard miêu tả khoa học năm 1878.